# Série de Puiseux
En mathématiques, les séries de Puiseux sont une généralisation des séries entières dans lesquelles la variable peut apparaître à des exposants négatifs ou fractionnaires. Par exemple
{\displaystyle {\begin{aligned}x^{-2}&+2x^{-1/2}+x^{1/3}+2x^{11/6}+x^{8/3}+x^{5}+\cdots \\&=x^{-12/6}+2x^{-3/6}+x^{2/6}+2x^{11/6}+x^{16/6}+x^{30/6}+\cdots \end{aligned}}}
est une série de Puiseux d'indéterminée x. Inventés par Isaac Newton en 1676, elles furent redécouvertes par Victor Puiseux en 1850.
La définition de ces séries requiert que les dénominateurs des fractions présentes en exposant soient bornés ; aussi on peut réduire tous les exposants au même dénominateur n. Une série de Puiseux correspond alors à une série de Laurent dont la variable est une racine n-ième de l'unité. Dans l'exemple ci-dessus, la série est une série de Laurent en {\displaystyle {\sqrt[{6}]{x}}=x^{1/6}}.
Le théorème de Puiseux (également appelé théorème de Newton-Puiseux) affirme que pour toute équation polynomiale à coefficients complexes de la forme P(x,y) = 0, les solutions en y exprimées comme fonction de x peuvent être développées en série de Puiseux convergentes dans un voisinage de 0. En particulier, toute branche d'une courbe algébrique peut être décrite localement au point x0 par une série de Puiseux en (x – x0).
D'un point de vue algébrique, le théorème de Puiseux implique que l'ensemble des séries de Puiseux sur un corps algébriquement clos est lui-même un corps algébriquement clos, le corps des séries de Puiseux. Ce corps même est la clôture algébrique du corps des séries de Laurent formelles, ce dernier étant le corps des fractions de l'anneau des séries formelles.

## Définition
Une série de Puiseux d'indéterminée T à valeurs dans un corps K est une série formelle de Laurent en T1/n (où n est un entier strictement positif) ; elle peut donc s'écrire :
{\displaystyle \sum _{i=k}^{\infty }a_{i}T^{i/n},} avec k entier relatif.
On remarque donc que la définition autorise les exposants à être fractionnaires, mais leur dénominateur est borné par n. Les exposants peuvent également être négatifs mais sont toujours supérieurs ou égaux à k (ils ont donc une borne inférieure).
L'addition et la multiplication sont définies conformément aux règles de calcul usuel; en pratique pour la multiplication, il vaudra mieux réduire les exposants des deux séries à un dénominateur commun.
Le corps K⟪T⟫ des séries de Puiseux à coefficients dans un corps K est la réunion de la famille des corps de séries de Laurent K((T1/n)) (indexée par les entiers n > 0), en considérant K((T1/n)) comme inclus dans K((T1/(kn))) pour tout multiple kn de n, par l'identification de T1/n avec (T1/(kn))k.
Plus formellement, K⟪T⟫ est la limite inductive d'une famille de corps de séries de Laurent notés K((Tn)), les indices n ∈ ℕ* étant ordonnés par la divisibilité et chaque morphisme (injectif) K((Tn)) → K((Tkn)) de ce système inductif étant donné par Tn ↦ (Tkn)k.

### Valuation
Soit f une série de Puiseux non nulle écrite sous forme unique
{\displaystyle f=\sum _{i=k}^{\infty }a_{i}T^{i/n}} (avec ak ≠ 0)
Alors la valuation v(f) est définie comme
{\displaystyle v(f)={\frac {k}{n}}}
c'est-à-dire le plus petit exposant apparaissant dans f (au sens de l'ordre usuel des nombres rationnels). Le coefficient associé ak est appelé coefficient de valuation de f. Une série nulle a par convention une valuation infinie.
La fonction v fait donc du corps des séries de Puiseux un corps valué dont le groupe de valuation est le groupe additif des nombres rationnels.
Comme dans tout corps valué, la valuation définit une distance ultramétrique entre deux séries f et g :
{\displaystyle d(f,g)=\exp \left(-v(f-g)\right)}
Le corps est donc un espace métrique ; il n'est toutefois pas complet (sa complétion est le corps de Levi-Civita)

### Convergence
Soit une série de Puiseux à coefficient complexes :
{\displaystyle f=\sum _{i=k}^{\infty }a_{i}T^{i/n}}
Il existe un réel r appelé rayon de convergence tel que d'une part pour tout z complexe de module inférieur ou égal à r, la série évaluée en z soit convergente, et d'autre part r est le plus grand nombre ayant cette propriété (autrement dit, il existe un complexe de module supérieur à r pour lequel la série diverge). Si r est strictement positif alors on dit que la série de Puiseux est convergente. 
Puisqu'un nombre complexe z non nul a n racines n-ièmes, pour un z donné il faudra choisir l'une de ces racines, x (avec xn = z) ; pour évaluer la série on remplacera chaque Ti/n par xi pour tous les termes de la somme.
L'existence du rayon de convergence se démontre à partir d'un résultat similaire pour les séries entières. En effet, la série 
{\displaystyle T^{-k/n}f=\sum _{i=0}^{\infty }a_{i}T^{i/n}}
est une série entière de la variable T 1/n.
Dans le cadre du théorème de Puiseux, les séries construites comme solution des équations polynomiales ont toujours un rayon de convergence strictement positif.

### Ouvrages
- (en) Saugata Basu, Richard Pollack et Marie-Françoise Roy, Algorithms in Real Algebraic Geometry, Springer, coll. « Algorithms and Computations in Mathematics » (no 10), 2006, 2e éd. (ISBN 978-3-540-33098-1, DOI 10.1007/3-540-33099-2, lire en ligne)
- (en) Greg Cherlin, Model Theoretic Algebra Selected Topics, Springer, coll. « Lecture Notes in Mathematics » (no 521), 1976 (ISBN 978-3-540-07696-4, présentation en ligne)
- (en) Steven Dale Cutkosky, Resolution of Singularities, Providence (R.I.), AMS, coll. « Graduate Studies in Mathematics » (no 63), 2004, 186 p. (ISBN 0-8218-3555-6, lire en ligne)
- (en) Kiran S. Kedlaya, « The algebraic closure of the power series field in positive characteristic », Proc. Amer. Math. Soc., vol. 129,‎ 2001, p. 3461–3470 (DOI 10.1090/S0002-9939-01-06001-4)
- (en) Isaac Newton, « The method of fluxions and infinite series; with its application to the geometry of curve-lines », (traduit du latin et publié par John Colson en 1736),‎ 1736
- (en) Igor R. Shafarevich, Basic Algebraic Geometry : Varieties in projective space. 1, Berlin, Springer, 1994, 2e éd., 572 p. (ISBN 978-3-540-54812-6)